# 鄭乙永
鄭乙永（1952年1月27日—），韓國電視劇導演。或譯鄭乙泳，其他常見錯譯為鄭乙英。曾執導過多部電視劇。同居人為女演員朴貞洙，兒子為男演員鄭敬淏。

## 經歷
擅長執導家庭劇。與編劇金秀賢被稱作韓國電視劇界的王牌搭檔。

## 作品列表

### 電視劇
- 1989年：KBS《森林不睡》
- 1989年：KBS《無盡的愛》
- 1990年：KBS《冬季外星人》
- 1990年：KBS《農場僱工的日常》
- 1991年：KBS《蜜月期》
- 1991年：KBS《瀝青 我的家鄉》
- 1992年：KBS《絕望的人》
- 1995年：KBS《澡堂老板家的男人們》
- 1997年：SBS《超越地平線》
- 2000年：SBS《火花》
- 2002年：KBS《誰是我的愛 / 好想談戀愛》
- 2004年：SBS《去郊遊的女人》
- 2004年：KBS《致父親母親》
- 2008年：KBS《媽媽發怒了》
- 2010年：SBS《人生多美麗》
- 2011年：SBS《千日的約定》
- 2012年：JTBC《無子無懮》
- 2013年：SBS《結婚三次的女人》

## 獲獎
- 2005年：KBS演技大賞 - 特別獎
- 2008年：韓國電視節 - 最佳作品獎
- 2009年：第45届百想藝術大賞：電視劇部門 最佳作品獎